# 汉弗莱·雷普顿

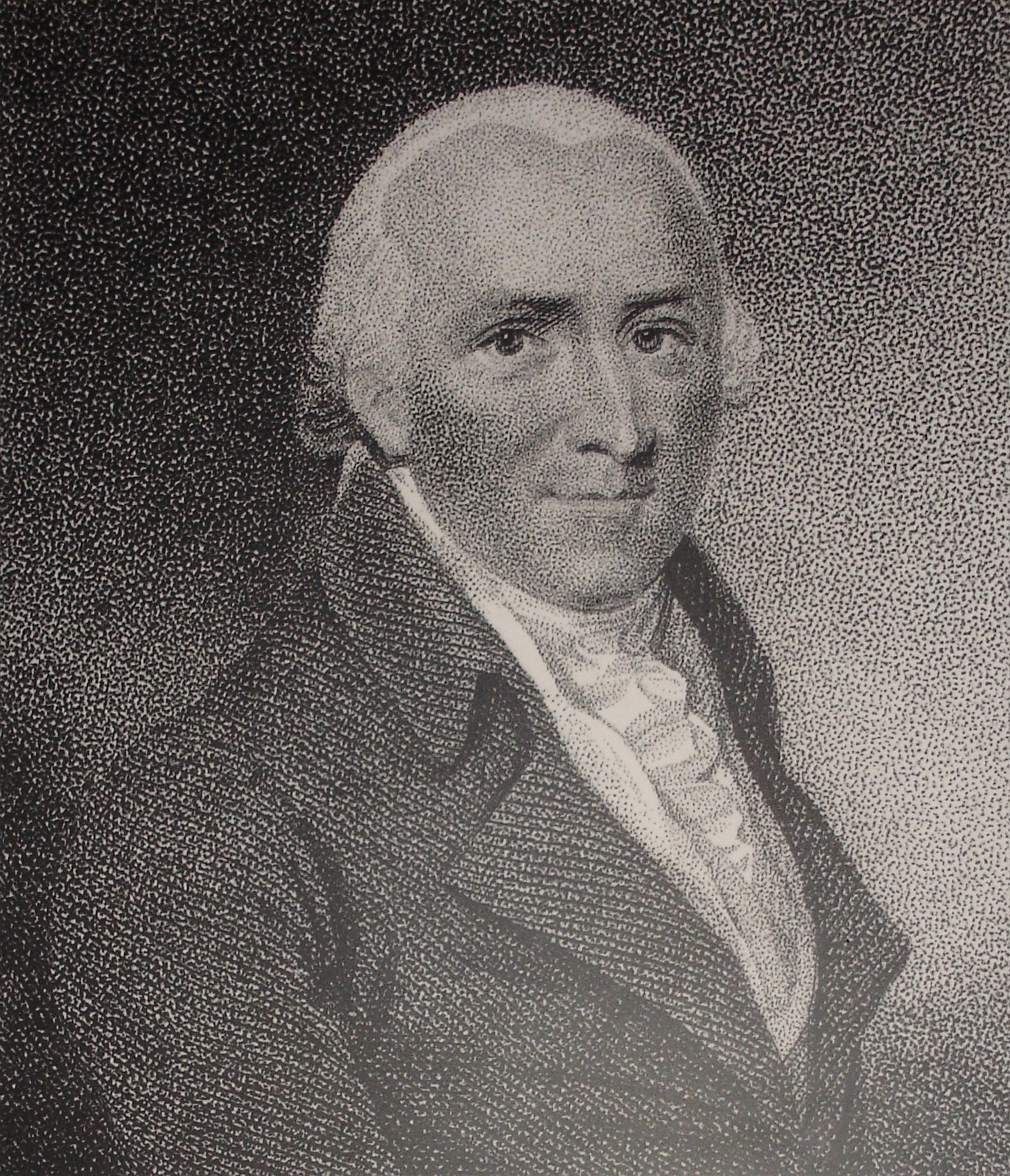
汉弗莱·雷普顿

汉弗莱·雷普顿（Humphry Repton 1752年4月21日—1818年3月24日）是一名英国园林设计师，是当时有名的设计师，被视为万能布朗的继承人。

## 生平
他出生于圣埃德蒙兹伯里，小时候当过纺织商学徒，1773年开始自己经商，但并不成功，转而尝试记者、剧作家、艺术家等不同职业。他儿时的朋友詹姆斯·爱德华·史密斯鼓励他学习植物学和园艺，由此走上园林设计的道路。
自万能布朗1783年去世之后，英格兰没有再出现过有影响力的园林设计师。雷普顿应运而生，他虽然没有接受过专业的教育，但却自学成才，设计了温布利公园等作品。

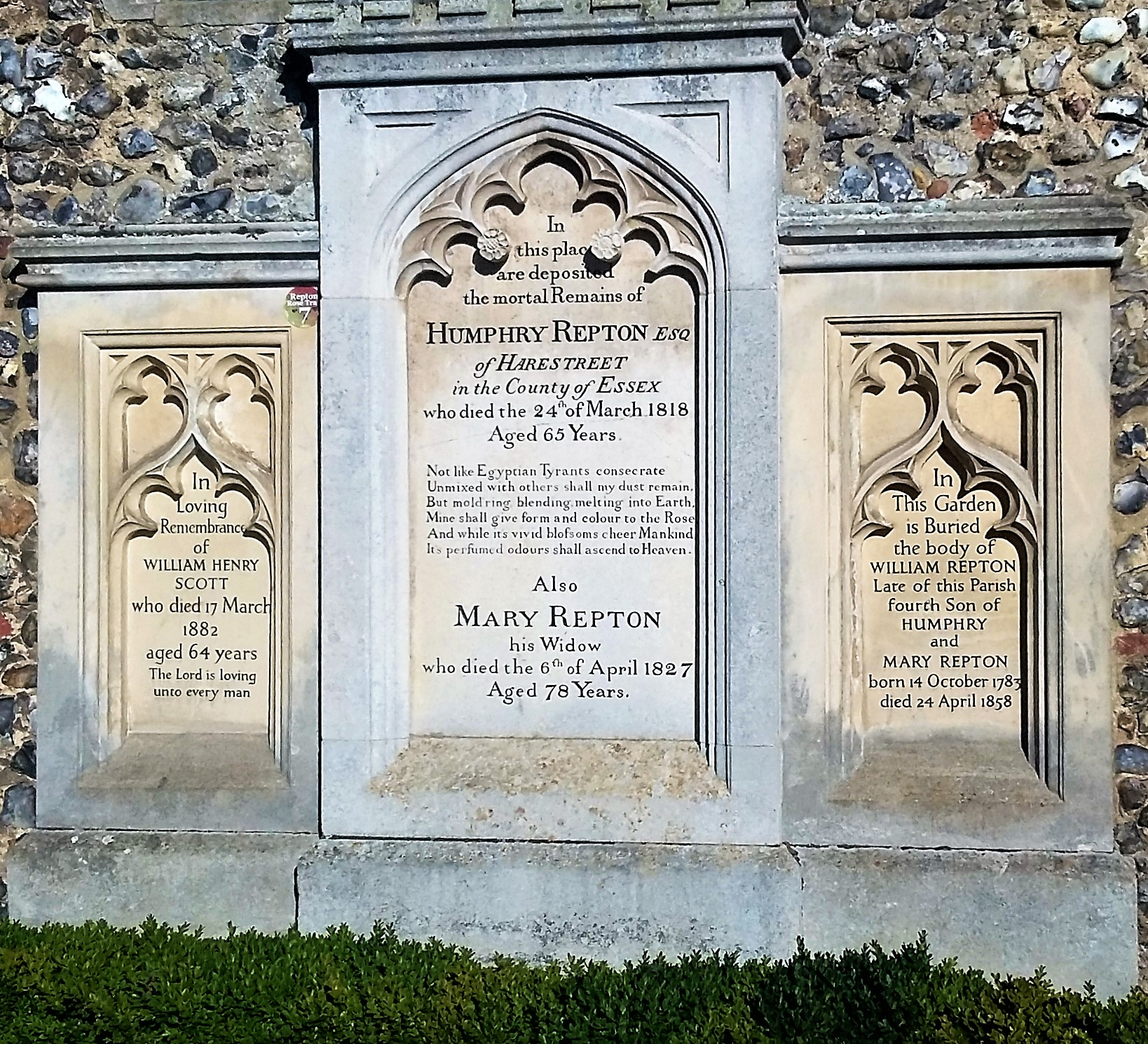
雷普顿墓

1811年11月29日，他遭遇马车车祸，此后只能靠轮椅活动。1818年，雷普顿去世，葬于诺福克郡艾尔舍姆的圣迈克尔教堂。